# زنان در مهندسی
زنان غالباً در زمینه‌های علمی و حرفه‌ای مهندسی کم نماینده هستند، با این حال زنان زیادی در زمینه‌های مختلف مهندسی از نظر تاریخی و فعلی مشارکت داشته‌اند. تعدادی سازمان و برنامه برای ایجاد و غلبه بر این سنت نابرابری جنسیتی ایجاد شده‌است. برخی این شکاف جنسیتی را نکوهش کرده و گفته‌اند که این نشانگر عدم وجود استعداد بالقوه است. اگرچه شکاف جنسیتی به‌طور کلی در حال کاهش است، اما هنوز یک اختلاف فزاینده با زنان اقلیت در مقایسه با همتایان سفیدپوست آنها وجود دارد. کلیشه‌های جنسیتی، میزان پایین دانشجویان دختر مهندسی و فرهنگ مهندسی عواملی هستند که می‌توانند به شرایط فعلی که مردان در حوزه مهندسی تحت سلطه هستند، کمک کنند.

## تاریخچه

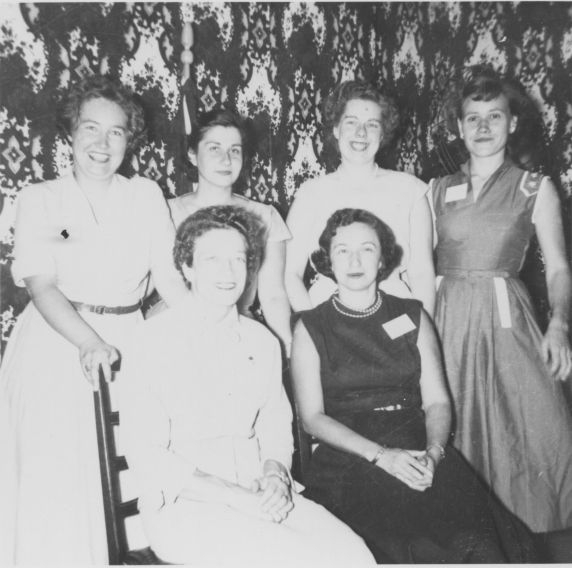
جلسه هیئت مدیره انجمن مهندسین زن در سال ۱۹۵۳.‌ (همراه با Lois Graham)

تاریخچه زنان به عنوان طراح و سازنده ماشین آلات و سازه‌ها پیش از پیشرفت مهندسی به عنوان یک حرفه است. پیش از ایجاد اصطلاح «مهندس» در قرن یازدهم، زنان به پیشرفت تکنولوژیکی جوامع در سراسر جهان کمک کرده بودند. تا قرن نوزدهم، زنانی که در کارهای مهندسی شرکت می‌کردند، غالباً آموزش ریاضی یا علمی می‌دیدند. ایدا لاولیس قبل از شروع همکاری با چارلز ببیج در موتور تحلیلی وی که به عنوان «اولین برنامه‌نویس رایانه» به وی اعطا می‌شود، در ریاضیات تحصیل کرده‌است. در سال‌های اولیه قرن ۲۰، تعداد بیشتری از زنان در برنامه‌های مهندسی پذیرفته می‌شدند، اما مردان در بخش‌های خود به‌طور کلی به آن‌ها به عنوان ناهنجاری نگاه می‌کردند.

اولین دانشگاهی که لیسانس مهندسی برای زنان در دانشگاه اعطا کرد، دانشگاه کالیفرنیا، برکلی بود. الیزابت براگ در سال ۱۸۷۶ لیسانس مهندسی عمران شد و به عنوان اولین مهندس زن در ایالات متحده درآمد. پیش از قرن نوزدهم، بسیار نادر بود که زنان در هر رشته‌ای مدرک لیسانس بگیرند زیرا به دلیل اختلاف جنسیت، فرصت ثبت نام در دانشگاه‌ها را نداشتند. برخی از دانشگاه‌ها از اوایل دهه ۱۸۰۰ پذیرش زنان را در کالج‌های خود آغاز کردند و از اواسط دهه ۱۸۰۰ آنها را در کلیه برنامه‌های دانشگاهی از جمله مهندسی پذیرفتند.
در ایالات متحده، ورود به جنگ جهانی دوم کمبود جدی استعداد مهندسی را ایجاد کرد، زیرا مردان به نیروهای مسلح اعزام شدند. برای رفع این کمبود، ابتکاراتی مانند آموزش مهندسی جنرال الکتریک برای زنان دارای مدرک ریاضی و فیزیک و برنامه مهندسی کورتیس-رایت در میان سایر فرصت‌های جدیدی را برای زنان در مهندسی ایجاد کرد. کورتیس-رایت با دانشگاه کرنل، دانشگاه ایالتی پنسیلوانیا، دانشگاه پردو، دانشگاه مینه‌سوتا، دانشگاه تگزاس در آستین، مؤسسه پلی‌تکنیک رنسلیر و دانشگاه ایالتی آیووا برای ایجاد یک برنامه درسی مهندسی که ده ماه به طول انجامید و بیشتر روی طراحی و تولید هواپیما تمرکز داشت، همکاری کرد.
در این مدت، حملات عمومی به مهندسین زن کم بوده‌است. به‌طور عمده، این حملات در داخل مؤسسات مسکوت مانده بود، زیرا زنان برای تغییر شکاف جنسیتی بین مردان و زنان در زمینه مهندسی، فشارهای تهاجمی فشار نمی‌آوردند. دلیل دیگر محرمانه ماندن این «حملات» به این دلیل است که مردان معتقد بودند غیرممکن است مهندسی به عنوان یک رشته مردسالار متوقف شود.
نقش زنان در نیروی کار، به ویژه در زمینه‌های مهندسی، در دوره پس از جنگ جهانی دوم بسیار تغییر کرد. از آنجا که زنان در سنین بعدی ازدواج کردند، فرزندان کمتری داشتند، بیشتر طلاق می‌گرفتند و وابسته به نان‌آور برای حمایت اقتصادی نبودند، علی‌رغم اینکه حقوقشان کمتر از مردان بود، در نیروی کار مهندسی نیز فعال‌تر می‌شدند.
زنان همچنین نقش مهمی در برنامه‌نویسی انیاک (ENIAC] از زمان ساخت آن در طول جنگ جهانی دوم تا چند دهه آینده داشتند. برنامه نویسان زن انیاک که در ابتدا در سال ۱۹۴۳ توسط ارتش استخدام شدند، پیشرفت‌های چشمگیری در تکنیک‌های برنامه‌نویسی، مانند اختراع نقاط شکست، که اکنون یک ابزار رفع اشکال استاندارد است، داشتند.
علاوه بر کمبود مهندس در زمان جنگ، تعداد زنان در رشته‌های مهندسی به دلیل افزایش تدریجی دانشگاه‌های دولتی که دانشجوی دختر می‌پذیرند، افزایش یافت. به عنوان مثال، جورجیا تک در سال ۱۹۵۲ شروع به پذیرش دانشجویان دانشجوی مهندسی می‌کند، در حالی که مدرسه پلی‌تکنیک در پاریس، یک مؤسسه برتر مهندسی فرانسه، در سال ۱۹۷۲ دانشجویان زن را پذیرش می‌کند.
در نتیجه، نقش‌های کلیشه‌ای جنسیتی به دلیل وضوح صنعتی شدن تغییر کرده‌است.

## عوامل مؤثر در کاهش مشارکت زنان

### کلیشه‌های جنسیتی
تهدید کلیشه‌ای ممکن است به کمبود نمایندگی زنان در مهندسی کمک کند. از آنجا که مهندسی یک رشته سنتی تحت سلطه مردان است، زنان حتی در هنگام عملکرد برابر نیز ممکن است از توانایی‌های خود اطمینان کمتری داشته باشند. در سنین جوانی، دختران علاقه وافر خود را به مهندسی همانند پسران ابراز نمی‌کنند، که ممکن است بخشی از آن به کلیشه‌های جنسیتی مربوط باشد. همچنین شواهد قابل توجهی مبنی بر وجود تعصب ضمنی باقیمانده در برابر مهندسان زن وجود دارد، زیرا این اعتقاد وجود دارد که مردان از نظر ریاضی برتری دارند و برای کارهای مهندسی مناسب ترند. بر اساس نتایج بیش از نیم میلیون نفر در سراسر جهان بین سالهای ۱۹۹۸ و ۲۰۱۰، آزمون الزامی اتحادیه (IAT) نشان می‌دهد که افراد به‌طور ناخودآگاه مردان را با علم و زنان را با هنر مرتبط می‌کنند. این کلیشه ناخودآگاه همچنین تأثیر منفی بر عملکرد زنان دارد. زنانی که پافشاری می‌کنند قادر به غلبه بر این مشکلات هستند و آنها را قادر می‌سازند تجربیات رضایت بخش و ارزشمندی را در حرفه مهندسی پیدا کنند.
با توجه به این تبعیض جنسیتی، انتخاب زنان در ورود به رشته‌های مهندسی برای کالج نیز بسیار با سابقه و مواجهه آنها با ریاضیات و سایر دروس علوم در دوران دبیرستان ارتباط دارد. بیشتر زنانی که تحصیل در رشته مهندسی را انتخاب می‌کنند خود را در این نوع دوره‌ها بهتر می‌دانند و در نتیجه فکر می‌کنند که توانایی تحصیل در یک رشته مردسالار را دارند.
خودکارآمدی زنان همچنین در کلیشه‌های جنسیتی نقش دارد که در نمایندگی کم زنان در مهندسی نقش دارد. توانایی زنان در تصور اینکه می‌توانند موفق باشند و عملکرد خوبی دارند با انتخاب‌هایی که در هنگام انتخاب شغل دانشگاهی انجام می‌دهند ارتباط دارد. زنانی که دارای شخصیت خودکارآمدی بالایی هستند، بیشتر تمایل به تحصیل در رشته مهندسی را دارند. خودکارآمدی با نقش‌های جنسیتی نیز ارتباط دارد زیرا مردان اغلب خودکارآمدی بالاتری نسبت به زنان نشان می‌دهند، به همین دلیل نیز در هنگام انتخاب رشته بیشتر زنان ترجیح می‌دهند رشته مهندسی را انتخاب نکنند.

## آمار
| کشور     | درصد زنان | سال       |
| -------- | --------- | --------- |
| استرالیا | ۱۴٪       | ۲۰۱۰      |
| کانادا   | ۲۱٫۸٪     | ۲۰۱۷      |
| هند      | ۲۹٫۷٪     | ۲۰۱۸      |
| انگلستان | ۱۷٫۵۷٪    | ۲۰۱۶–۲۰۱۷ |
| آمریکا   | ۱۹٫۷٪     | ۲۰۱۵–۲۰۱۶ |

### آمریکا
از سال ۱۹۹۷، درصد زنان آسیایی ثبت نام شده در رشته‌های مهندسی از حدود ۳۰٪ به ۳۴٪ رسیده‌است اما به نوعی در سال ۲۰۰۲ نیز کاهش یافته‌است. زنان آمریکایی آفریقایی‌تبار نمایندگی خود را در مهندسی از ۲۱٪ به ۳۳٪ در همان بازه زمانی افزایش داده‌اند. زنان آمریکایی مکزیکی و پورتوریکو نمایندگی خود را از ۲۵٪ به ۳۱٪ افزایش داده‌اند. حتی اگر قومیت‌ها در این آمار گنجانده شود، مردان از همه قومیت‌ها هنوز بیش از زنانی هستند که در دوره‌های کارشناسی مهندسی ثبت نام می‌کنند.

### کانادا
اگرچه زنان بیش از نیمی از جمعیت دوره کارشناسی در کانادا را تشکیل می‌دهند، تعداد زنان مهندسی به‌طور نامتناسبی کم است. در سال ۲۰۱۷، ۲۱٫۸٪ دانشجویان مهندسی کارشناسی زن بودند و ۲۰٫۶٪ مدرک مهندسی کارشناسی به زنان اعطا شد. ثبت نام زنان در رشته مهندسی از ۱۶ درصد در سال ۱۹۹۱ به بیش از ۲۰ درصد در سال ۲۰۰۱ رسیده‌است، اما تا سال ۲۰۰۹ این تعداد به ۱۷ درصد رسیده‌است. یکی از مفسران این افت را به عوامل مختلفی نسبت داد، از جمله عدم موفقیت برنامه‌های آموزش عالی در توضیح چگونگی مهندسی می‌تواند زندگی دیگران را بهبود بخشد، عدم آگاهی از اینکه مهندسان چه کاری انجام می‌دهند، نبود فرصت‌های شبکه و ناراحتی از بودن در یک مرد - محیط مسلط و تصور اینکه زنان باید خود را متناسب کنند.

### انگلیس

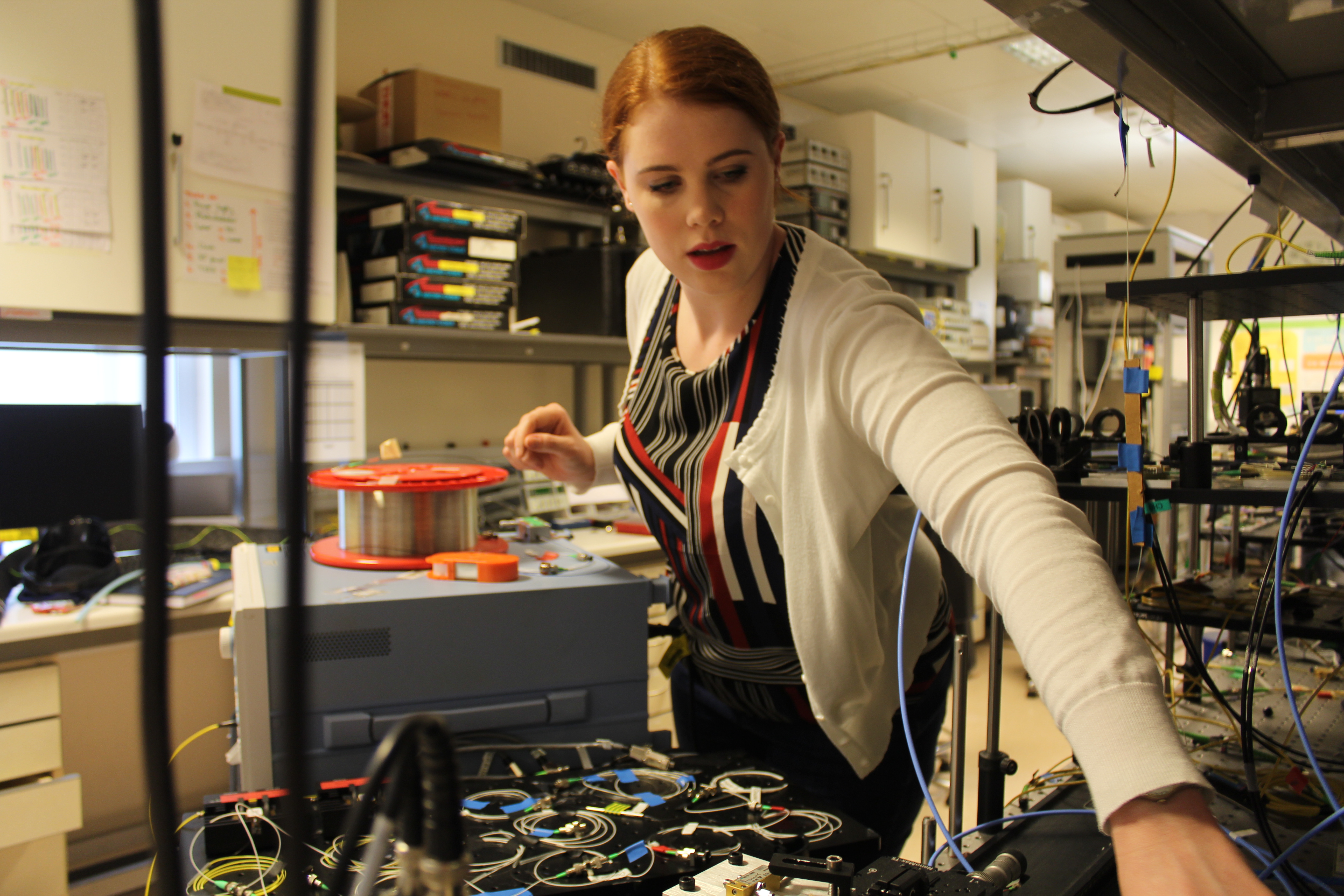
یک مهندس زن که در حال آزمایش سیستم ارتباطات نوری است.

طبق سند آمار انجمن مهندسی زنان، ۱۲٫۳۷٪ مهندسان در انگلستان در سال ۲۰۱۸ زن هستند. ۲۵٫۴٪ از زنان از ۱۶ تا ۱۸ ساله قصد دارند در رشته مهندسی شغل داشته باشند، در حالی که ۵۱٫۹٪ از مردان از همان گروه سنی.
آکادمی مهندسی سلطنتی در سال ۲۰۲۰ گزارش داد که شکاف حقوق و دستمزد جنسیتی در حرفه مهندسی کمتر از متوسط کارمند انگلستان است. میانگین (۱۰٫۸٪) و متوسط (۱۱٫۴٪) فاصله پرداختی مهندسان در نمونه مورد تجزیه و تحلیل حدود دو سوم میانگین ملی است. در سال ۲۰۱۷، متوسط حقوق مهندسین زن در تمام رشته‌های مهندسی ۳۸۱۰۹ پوند بود، در حالی که متوسط حقوق مهندسان مرد در تمام رشته‌ها ۴۸۸۶۶ پوند بود. متوسط حقوق صنعت ۴۸۰۰۰ پوند است.